# Sphenopsis frontalis
El hemispingo oleaginoso (en Ecuador y Perú) (Sphenopsis frontalis), también denominado frutero oleaginoso, hemispingus verdoso (en Colombia) o buscador oleaginoso (en Venezuela), es una especie de ave paseriforme de la familia Thraupidae perteneciente al género Sphenopsis, antes situada en Hemispingus. Es nativo de regiones montañosas del noroeste y oeste de América del Sur.

## Distribución y hábitat
Se distribuye de forma disjunta por las montañas costeras de Venezuela, en la Serranía del Perijá y a lo largo de los Andes, desde el oeste de Venezuela, por Colombia, este de Ecuador, hasta el sureste de Perú (Cuzco).
Esta especie es considerada poco común en su hábitat natural: el estrato bajo de bosques montanos húmedos de altitud, principalmente entre los 1500 y los 2500 m.

## Sistemática

### Descripción original
La especie S. frontalis fue descrita por primera vez por el ornitólogo suizo Johann Jakob von Tschudi en 1844 bajo el nombre científico Hylophylus frontalis; la localidad tipo es: «pendiente oriental de los Andes, Perú».

### Etimología
El nombre genérico femenino «Sphenopsis» se compone de las palabras griegas «sphēn»: cuña, y «opsis»: apariencia; y el nombre de la especie «frontalis», proviene del latín moderno: de frente, de cejas; en referencia a la lista superciliar característica de la especie.

### Taxonomía
La presente especie junto a Sphenopsis melanotis (incluyendo S. ochracea y S. piurae), fueron tradicionalmente incluidas en el género Hemispingus, hasta que en los años 2010, publicaciones de filogenias completas de grandes conjuntos de especies de la familia Thraupidae basadas en muestreos genéticos, permitieron comprobar que formaban un clado separado del género que integraban, por lo que se sugirió la resurrección del género Sphenopsis, hasta entonces considerado un sinónimo de Hemispingus. El reconocimiento del género resucitado y la inclusión de las dos especies fue aprobado en la Propuesta N° 730.10 al Comité de Clasificación de Sudamérica (SACC).

### Subespecies
Según las clasificaciones del Congreso Ornitológico Internacional (IOC) y Clements Checklist/eBird v.2019 se reconocen cinco subespecies, con su correspondiente distribución geográfica:
- Sphenopsis frontalis flavidorsalis (Phelps Sr & Phelps Jr), 1953 – Serranía del Perijá, frontera entre Venezuela y Colombia.
- Sphenopsis frontalis frontalis (Tschudi), 1844 – Andes subtropicales del este de Colombia, este de Ecuador y este de Perú.
- Sphenopsis frontalis hanieli (Hellmayr & Seilern), 1914 – montañas costeras del norte de Venezuela (Aragua hasta Miranda).
- Sphenopsis frontalis ignobilis (P.L. Sclater), 1862 – Andes del oeste de Venezuela (sur de Lara, Trujillo, Mérida y Táchira).
- Sphenopsis frontalis iterata (Chapman), 1925 – montañas costeras del noreste de Venezuela (Monagas hasta Sucre).